# Principia (Stabsgebäude)
Die Principia (Mehrzahlwort) waren das verwaltungsmäßige und religiöse Zentrum an fast jedem befestigten Garnisonsort der römischen Armee. Von der Mitte des 1. Jahrhunderts v. Chr. bis zum Beginn der Spätantike folgte ihr Aufbau einem mehr oder weniger standardisierten Grundrissschema, zu dem meist ein zentraler Innenhof mit einer umgebenden Portikus, zwei Raumfluchten an den beiden Schmalseiten sowie eine Basilika mit einer anschließenden Reihe weiterer Räume im rückwärtigen Teil gehörte. Mittig in dieser hinteren Raumflucht befanden sich auch das Fahnenheiligtum (Aedes) und die Kasse der Einheit (Aerarium). Durch seine Lage am Schnittpunkt der wichtigsten Straßenachsen eines Kastells wird die Bedeutung des Stabsgebäudes unterstrichen. In der Literatur wird daher auch das Wort Mittelgebäude für dieses Bauwerk verwendet. Das Aussehen dieser Mittelgebäude war in den Jahrhunderten einer Vielzahl von Veränderungen unterworfen. Abweichend von den befestigten Garnisonsorten bezeichnete der Begriff Principia in den römischen Marschlagern den zentralen Bereich vor dem Praetorium, in dem u. a. der Truppenkommandeur sein Quartier besaß.

## Marschlager

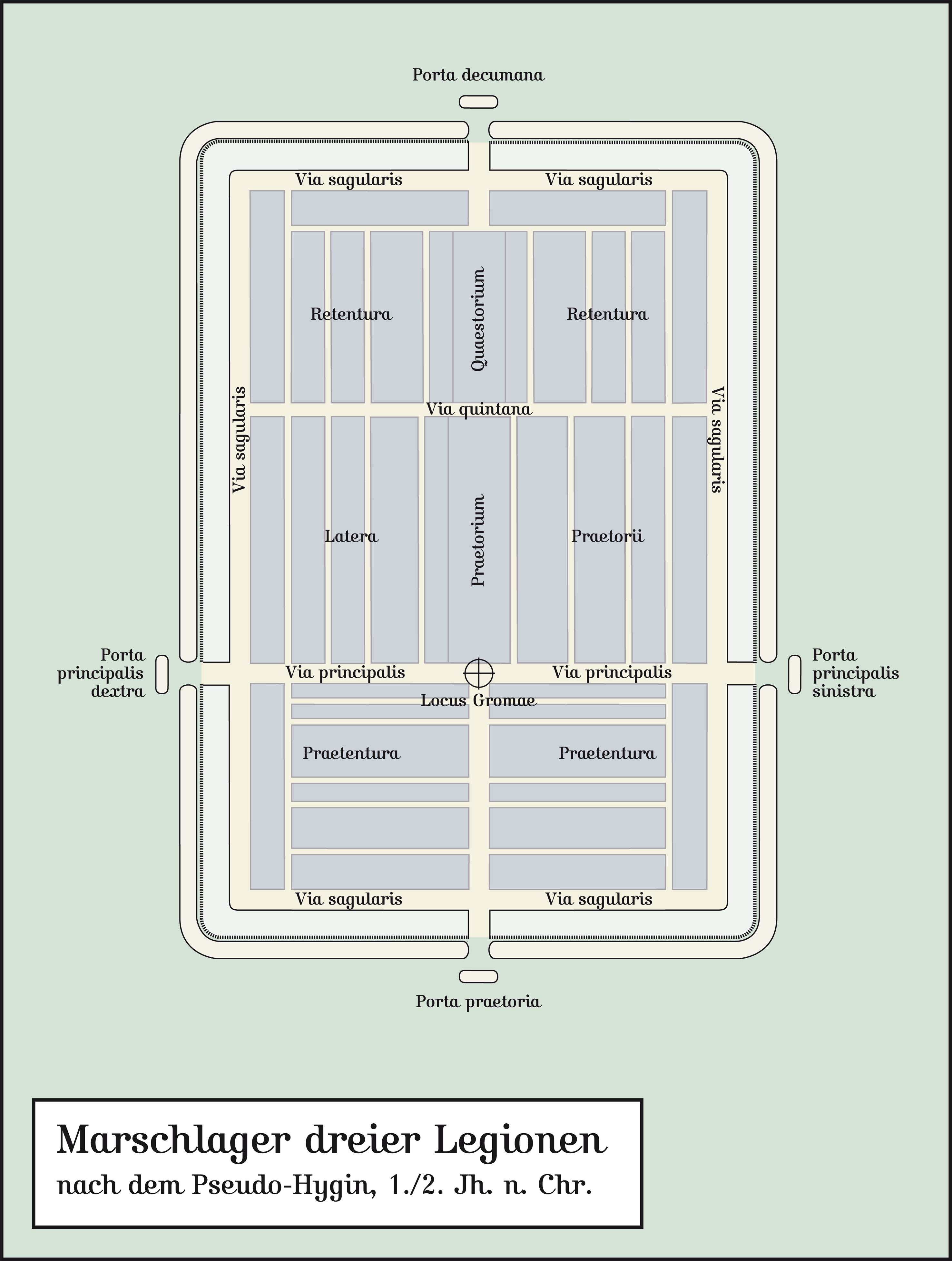
Das Lager für drei Legionen und Hilfstruppen nach De munitionibus castrorum

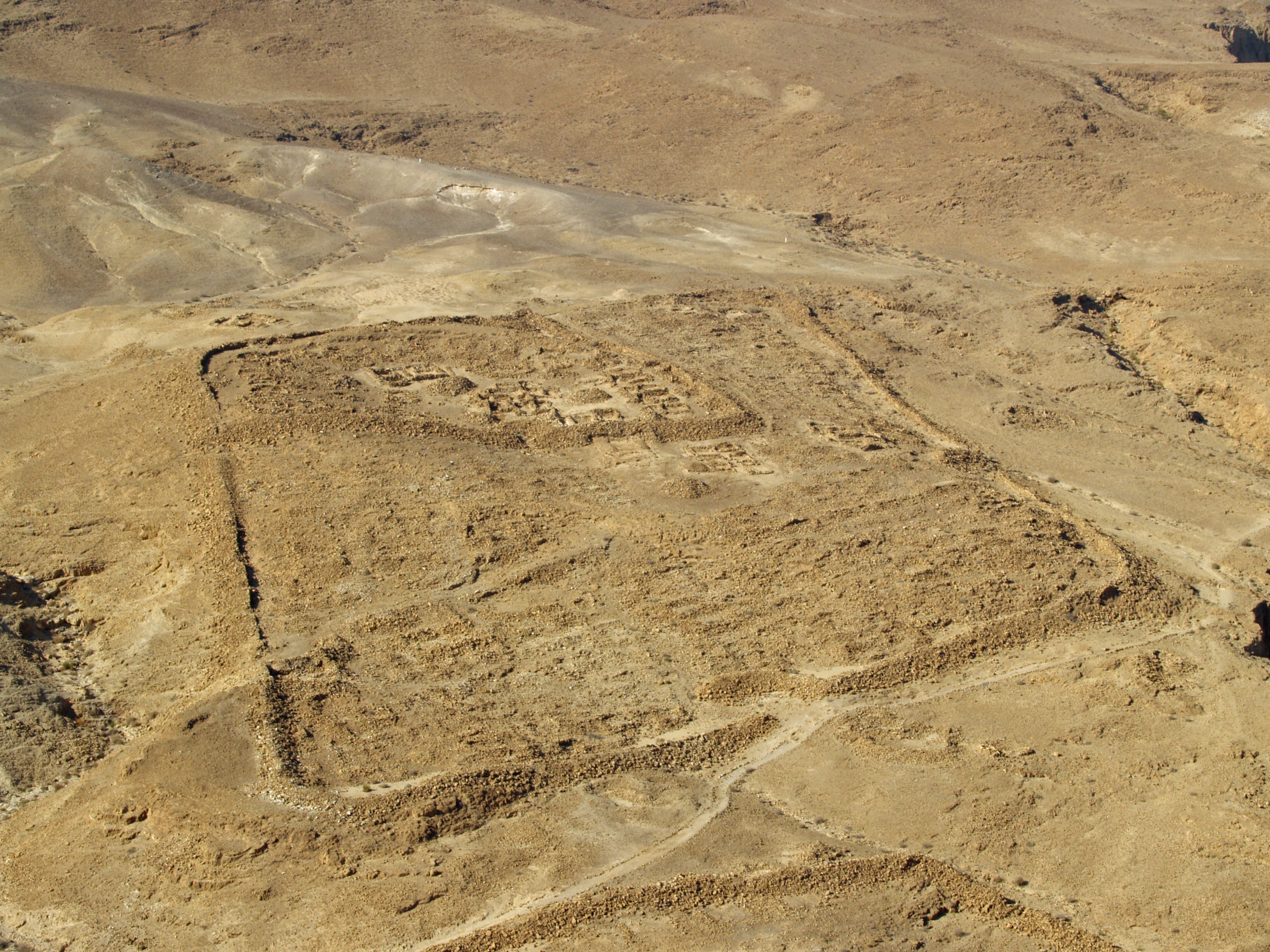
Längerfristiges Kastell des Belagerungsrings um die jüdische Festung Masada, gesehen vom Festungsberg, 72/73 n. Chr.

Aus den antiken literarischen Quellen geht hervor, dass es auch in den Marschlagern der römischen Armee Principia gegeben hat. Aus den überlieferten Angaben wird jedoch nicht klar, worauf dieser Begriff eindeutig Bezug nimmt. Einer dieser wichtigen antiken Texte ist eine nur unvollständig erhaltene, kurze Schrift mit dem Titel De munitionibus castrorum („Von den Befestigungen der Kastelle“), die aus einem Sammelwerk stammt, das ein Vermessungstechniker namens Hyginus Gromaticus zusammengestellt hat. Hygin ist allerdings nicht der Autor dieser militärischen Schrift unbekannten Ursprungs. Daher wird er in der Fachliteratur im Zusammenhang mit De munitionibus castrorum auch als Pseudo-Hygin bezeichnet. Der Entstehungszeitraum dieser Schrift wird mit dem 1. oder 2. Jahrhundert n. Chr. in Verbindung gebracht. Aus ihr geht beispielsweise hervor, dass es sich bei den Principia um einen zentralen Platz innerhalb des Lagers gehandelt haben muss, der auch der innerhalb eines römischen Lagers verlaufenden Via principalis ihren Namen gegeben hat. Die Via principalis verband die zwei an den beiden Längsseiten der Befestigung gegenüberliegenden Tore. De munitionibus castrorum erwähnt noch einzelne andere Einrichtungen rund um das Zelt des Lagerkommandanten, wie den Platz, an dem Priester, die sogenannten Auguren, den Vogelflug beobachteten (Auguratorium), um den Willen der Götter zu erkunden, sowie ein Podium für die Ansprachen der Truppenführer (Tribunal). Die Überreste solcher kurzzeitigen Einrichtungen während einer Ausgrabung zu identifizieren, ist aufgrund der verwendeten vergänglichen Materialien sowie des oft schlechten Erhaltungszustandes sehr schwierig. Lediglich die bereits etwas fester errichteten Lager, die für längerfristige Belagerungen eingerichtet wurden, bieten gute Anschauungsmöglichkeiten und lassen Rückschlüsse auf die Marschlager zu. So gelang es beispielsweise dem Archäologen Adolf Schulten (1870–1960), die Innenbebauung des Lagers bei Masada zu erfassen. Er nahm an, unter anderem die Reste eines Tribunals, eines Auguratoriums sowie die Standorte mehrerer Altäre und einer Nische zum Aufstellen des Legionsadlers unmittelbar vor dem Praetorium erkannt zu haben. Auch die Trajanssäule in Rom bietet Anschauungsmaterial zur Konfiguration des Umfeldes am Praetorium. So wird in einer Szene Kaiser Trajan (98–117) vor dem Feldherrenzelt an einem Altar gezeigt. Neben dem Praetorium befinden sich die Legionsadler und ein Vexillum. Möglicherweise bildete dieser wichtige und zentrale Platz vor dem Feldherrenzelt mit all seinen einzelnen, unabhängig voneinander existierenden Bau- und Funktionskomplexen jenen Raum, den antike Schriften als Principia bezeichnen. So könnte auch die Pluralform des Wortes erklärt werden.

## Standlager

### Entwicklung

#### Bis zur Mitte des 1.Jahrhunderts n.Chr.

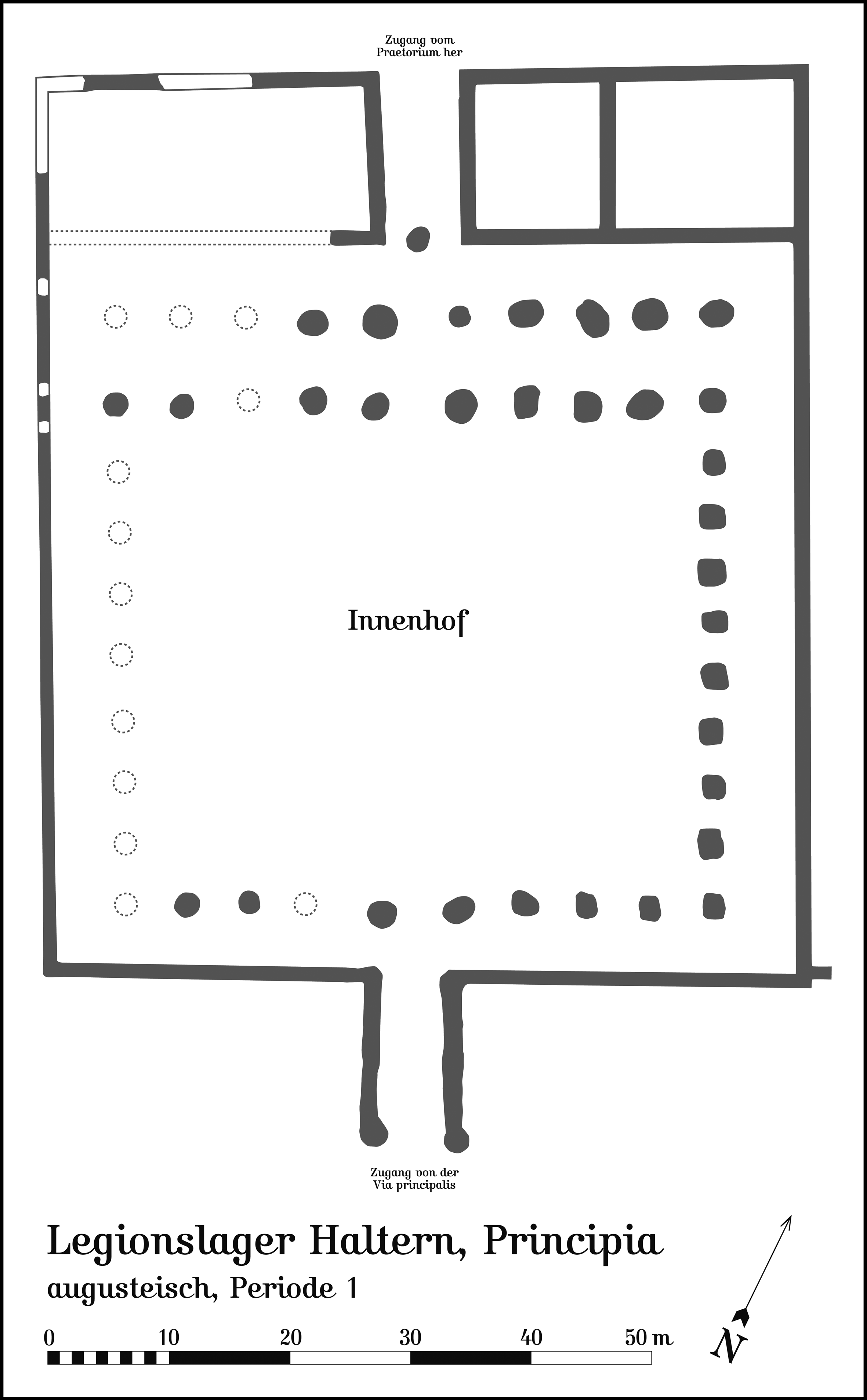
Sehr frühes Zeugnis für Principia in augusteischer Zeit im Legionslager Haltern, Periode 1

Die Principia des bis gegen 68 n. Chr. besetzten Kastells Oberstimm der Periode 1

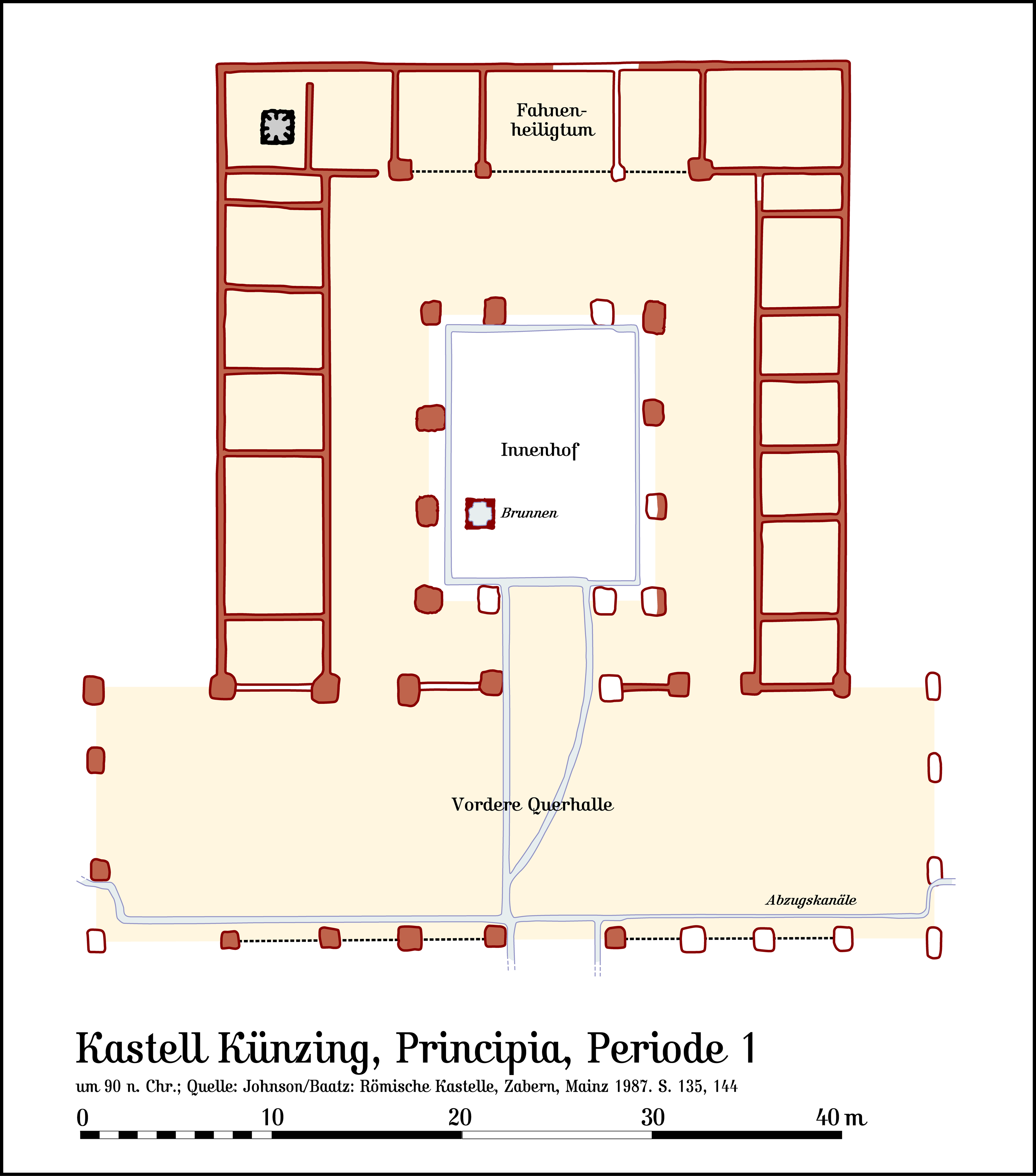
Die in Holzbauweise errichteten Principia des Kastells Künzing, um 90 n. Chr.

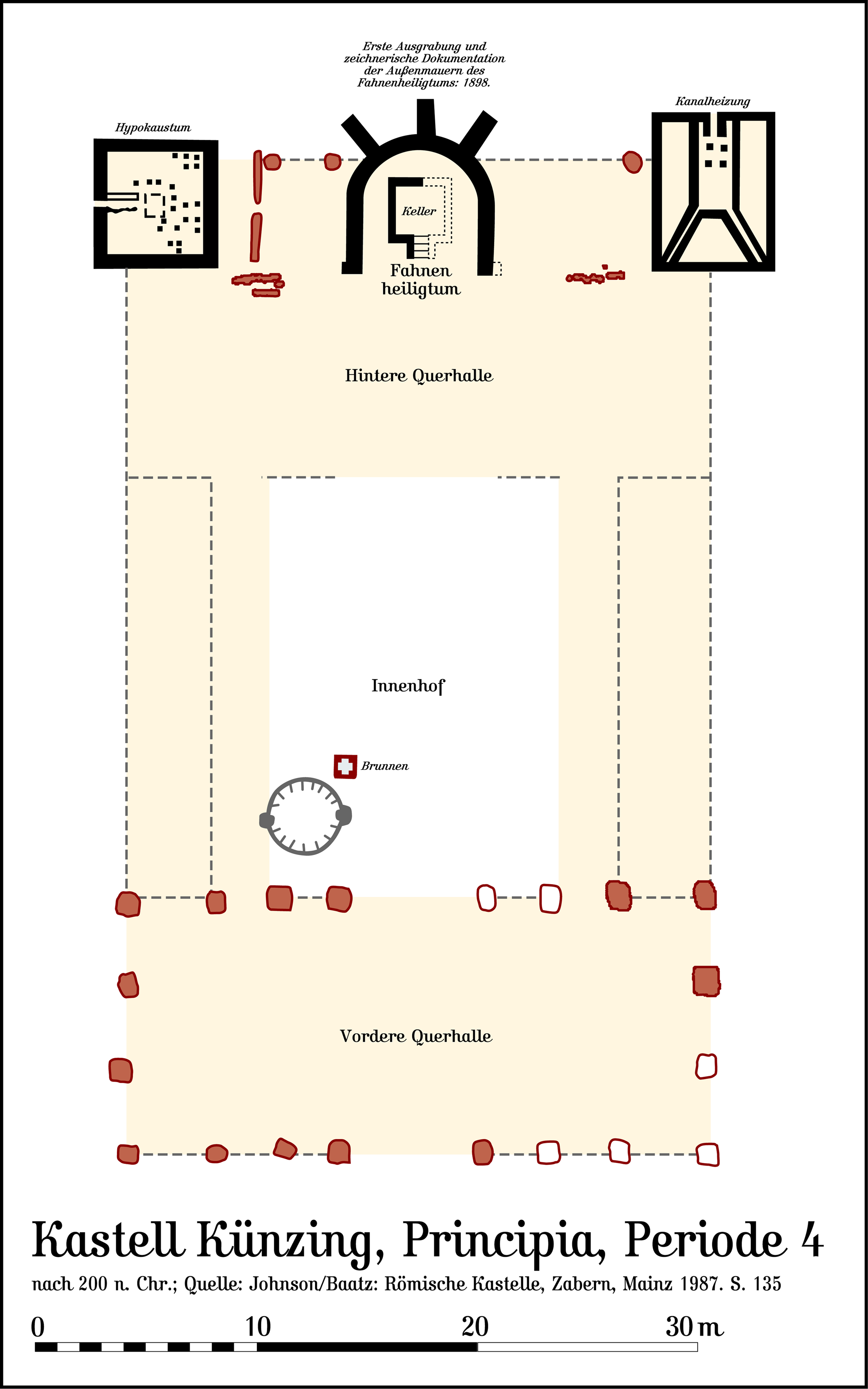
Die Principia von Künzing in ihrer letzten Ausbauperiode nach 200 n. Chr.

Die Principia der Standlager haben sich möglicherweise aus den verschiedenen Funktionsbauten entwickelt, die lose rund um das Praetorium der Marschlager gruppiert waren. An festen Garnisonsorten wich der Bau des Praetoriums hinter das Stabsgebäude oder wurde an dessen Flanken errichtet. Als Vorbild für den Bautyp des früh- und mittelkaiserzeitlichen Stabsgebäudes wird die urbane, zivile Forenarchitektur angenommen. Die grundsätzliche Ausformung der Principia war in der 2. Hälfte des 1. Jahrhunderts abgeschlossen, wie Befunde in den Legionslagern von Mirebeau-sur-Bèze (Frankreich), Nijmegen (Niederlande), Neuss (Koenenlager), Vetera I und Inchtuthil (Schottland) zeigen. Doch gab es auch später noch Veränderungen, beispielsweise in der Bauform des Fahnenheiligtums. Daher erfolgte die Entstehung des für die Mitte des 2. Jahrhunderts n. Chr. typischen Mittelgebäudes schrittweise. Im Vergleich von unterschiedlichen Fundorten, die Reste von Kastellbauten aus verschiedenen Epochen bewahrt haben, lassen sich die Ablösung des Wohntraktes und die Neuorientierung bzw. Neugruppierung der Bauelemente stufenweise nachvollziehen. Vielfach hat sich gezeigt, dass die Stabsgebäude der Kohortenkastelle einfacher ausgeformt waren als die der Legionen, doch gab es auch Bauteile, die explizit für die Garnisonsorte der Hilfstruppen bezeichnend sind. Hierzu zählen die langgezogenen rechteckigen Querhallen über der Via principalis. Die vom Normraster abweichende Grundrisse einzelner Stabsgebäude könnten möglicherweise durch die heute unbekannten bzw. nur teilweise fassbaren Baugeschichten und regionale Gegebenheiten erklärt werden. Mit der Größe der stationierten Truppe variierte zudem vielfach die Größe der Principia. Doch zeigen Vergleiche zwischen Kastellen in Germanien und Britannien, die eine gleich große Belegschaft und Ausdehnung aufweisen, dass die Stabsgebäude am obergermanisch-rätischen Limes größer ausfielen.
Frühe Vorformen der Entwicklung zum durchgeplanten, vereinheitlichten Bauschema sind für das 2. Jahrhundert v. Chr. durch die Feldzüge des Scipio Aemilianus von 134 bis 133 v. Chr. in Spanien belegt. Damals bildeten Wohn- und Verwaltungstrakte noch eine Einheit, wie die Grabungen in den Kastellen Castillejo und Peña Redonda der Circumvallation von Numantia ergaben. Die weitere Entwicklung festerer Kommandozentralen in längerfristig eingerichteten Lagern bis in die augusteische Zeit ist jedoch noch unbekannt. Die frühen Verwaltungstrakte grenzten direkt an die Privaträume des Feldherren und wurden während langanhaltender Belagerungen oder anderer dauerhafterer Operationen der Armee als leichtgebaute Hütten (Hibernacula) errichtet. Der Grundriss war nicht streng normiert, doch fällt auf, dass sich im Geviert angeordnete Raumfluchten zur Lagerstraße hin öffneten. Die hofartige, zur Straße offene Form der Principia lässt sich noch an der wesentlich weiterentwickelten Kommandantur im augusteischen Legionslager Neuss, Periode C, erkennen. Durch die Steinbauten der mittleren Kaiserzeit an den römischen Grenzanlagen ist insbesondere der relativ stark normierte Grundriss dieser Epoche bekannt geworden.
Exemplarisch deutlich wird die stufenweise Entwicklung im Vergleich des frühen Legionslagers Dangstetten mit dem Kastell Rödgen in der Wetterau sowie mit den Legionslagern Oberaden und Haltern. Im Zentrum des Dangstettener Lagers ist ein Bauwerk auszumachen, das als Mittelpunkt einen Innenhof besitzt. Spuren von Zimmerreihen sind ebenfalls zu erkennen. Der Befund lässt jedoch keine Unterscheidung zwischen einem Wohntrakt und Amtsräumen zu.
Entsprechend der Oberadener Anlage wurde auch im Kastell Rödgen ein zentraler Portikushof errichtet. An dessen südliche Längsseite schloss sich ein Gebäudetrakt an, der eine komplexe Innenaufteilung besitzt. Während ein weiterer Gebäudeflügel an der westlichen Hofseite errichtet wurde, fehlt ein solcher an der Nordseite vollständig. Die Wissenschaftler sind sich darüber einig, dass das Stabsgebäude von Rödgen neben den Amtsstuben auch noch Wohnräume besaß. Eine genaue Zuweisung der einzelnen Gebäudefunktionen ist jedoch nicht mehr möglich. Oberadern wiederum zeigt eine weitere Entwicklungsstufe. Hier war der Wohnbereich bereits ausgelagert. Der säulenumstandene Portikushof existierte in diesem Lager ebenfalls, doch war er im rückwärtigen Bereich wesentlich verbreitert. Dahinter lag eine Reihe von Räumen, die das Bauwerk nach hinten abschlossen. Statt des in dieser Raumflucht mittig zu erwartenden Fahnenheiligtums befand sich an dessen Stelle der Zugang zu dem hinter den Principia gelegenen Praetorium. Ähnlich stellte sich auch die Befundlage für das Stabsgebäude im Legionslager von Haltern dar. Am Gebäude konnten zwei Bauphasen erfasst werden. In der Periode 1 scheint es so, als schließe sich dem Portikushof rückwärtig eine Basilika an, was auch für die Periode 2 gelten könnte. Vielleicht stand hier auch ein zweiter, hinterer Hof. In beiden Bauphasen schließt das Stabsgebäude jedoch mit einer rückwärtigen Raumflucht ab, deren Mitte ein Durchgang zum anschließenden Praetorium einnimmt. Die in der zweiten Periode vor den abschließenden Kammerreihen im Bereich der mutmaßlichen Basilika oder des zweiten Hofes aufgefundenen Kellergruben können möglicherweise als Aeraria angesehen werden.
Eine weitere Entwicklungsstufe bei der Ausgestaltung der Principia wurde mit dem 47 n. Chr. erbauten Stabsgebäude der Legio XXI Rapax in Vindonissa erreicht. Deutlich tritt dort die rückwärtige Basilika mit der abschließenden Raumflucht hervor. Ähnlich wie in Haltern kann ein in dieser Basilika erforschter kellerartiger Raum als Standort der Truppenkasse verstanden werden. Im Gegensatz zu dem Halterner Lager befindet sich an der Rückseite jedoch kein Durchgang mehr zum Praetorium: Die Kammerreihe ist geschlossen. Der Innenhof war in Vindonissa nicht von einer Portikus umgeben, doch fanden sich an den Flanken zwei Raumfluchten, die als Armamentaria (Waffenkammern) dienten. Bereits das Stabsgebäude im Legionslager Vetera I aus der Zeit des Kaisers Nero (54–68) zeigt sich als ein vollentwickelter Typus, der bereits alle Bauelemente vereinigt, die ab diesem Zeitpunkt typisch sind.

#### 2.Jahrhundert n.Chr.

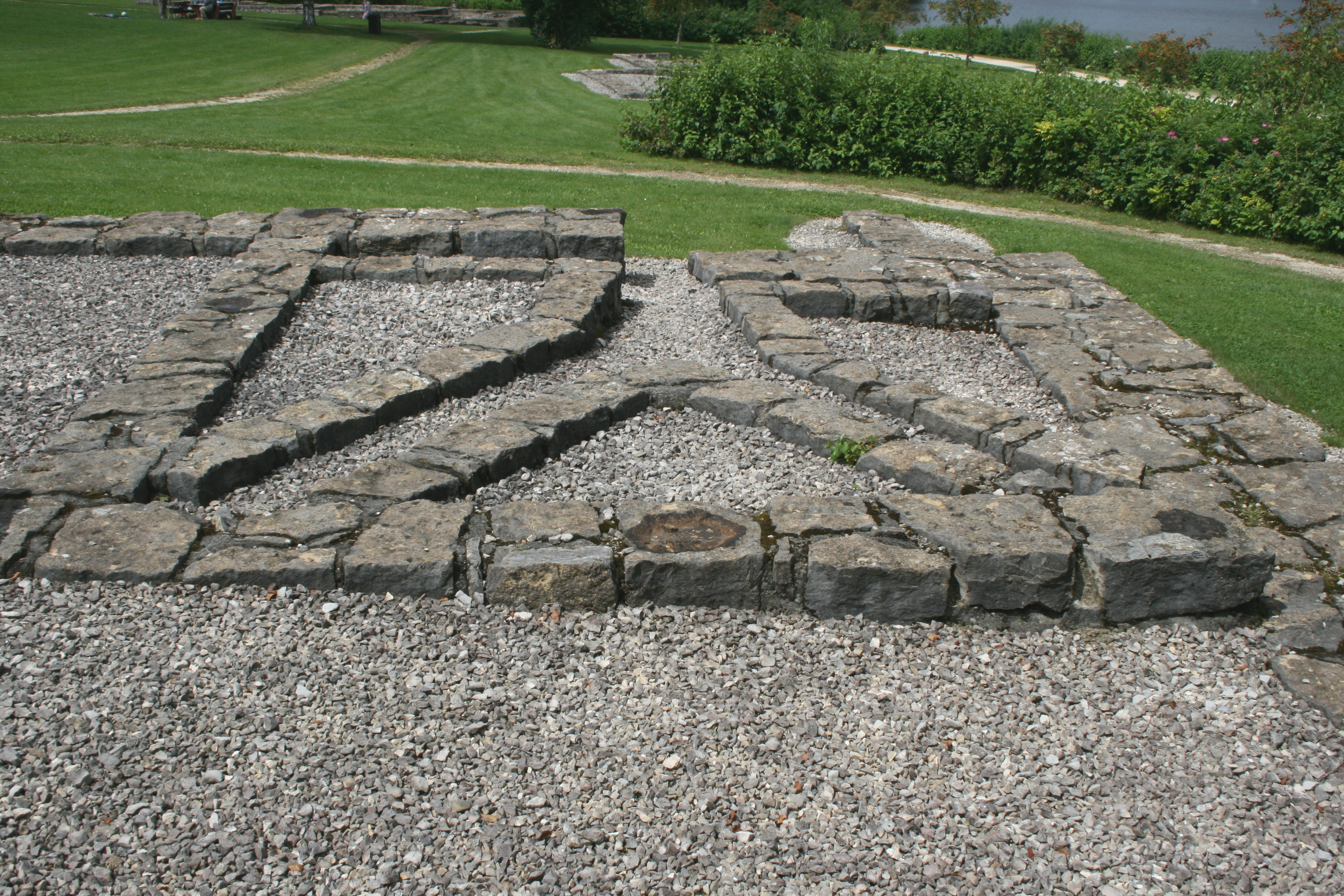
Kanalheizung an der möglichen Mansio des Kastells Buch

Das unter Hadrian (117–138) errichtete Kleinkastell Tisavar am Rand der Sahara

Das bis dahin in einem rechteckigen Raum untergebrachte Fahnenheiligtum wird nun rückwärtig mit einer halbrunden Apsis ausgestattet. Die Ausgestaltung des Heiligtums mit Apsiden war in den römischen Kastellen speziell im germanischen Raum seit Mitte des 2. Jahrhunderts üblich geworden. Zudem werden insbesondere die rückwärtigen Räume der Stabsgebäude teilweise mit Hypokaustheizungen ausgestattet. Sowohl Holz-Erde- als auch steinerne Stabsgebäude konnten mit offensichtlich zumeist roten, einfachen Freskierungen ausgestattet sein. Beispielsweise wurden entsprechende Funde aus dem oberpannonischen Kastell Ács-Vaspuszta (Ad Statuas) bekannt.
Die Fußböden in den Räumen der Stabsgebäude waren sehr individuell ausgeführt. So besaßen nicht nur die Principia der Holz-Erde-Kastelle Böden aus festgestampftem Lehm. Im pannonischen Kastell Százhalombatta-Dunafüred (Matrica) war auch das mittelkaiserzeitliche Fahnenheiligtum der Steinbauphase mit einem Lehmboden ausgestattet, während die Nebenräume teils Terrazzoböden und zeitweilig Ziegelböden besaßen. Auch der Belag des Innenhofes konnte von Lehmböden über diversen Schotterungen bis zu verschiedene Arten von Steinpflastern reichen. Der Gebrauch von Marmor als Baumaterial für die Stabsgebäude scheint nicht allzu weit verbreitet gewesen zu sein. Als Besonderheit konnte im Kastell Ács-Vaspuszta ein marmornes Säulchen mit einem spiralförmig gedrehten Schaft aufgefunden werden, das der Ausgräber der Ausstattung des Innenhofs der Principia. zuschrieb.

#### 3.Jahrhundert n.Chr.
Wie anhand der Beispiele von Künzing und Kapersburg gezeigt werden kann, wurden in dieser Zeit die rückwärtigen Raumfluchten mit dem Fahnenheiligtum in vielen Fällen architektonisch betont. Es ist zu beobachten, dass in einigen Fällen die bis dahin existierenden aufwendigen Hypokaustheizung stillgelegt oder durch Kanalheizung ersetzt wurden. Die wesentlich einfacherer Technik der Kanalheizung ist in der Spätantike gebräuchlich geworden und überlebte im Gegensatz zum Hypokaustum die Antike. Das im 2. Jahrhundert einsetzende langsame Verschwinden der Querhalle aus dem Architekturprinzip des Stabsgebäudes wird durch die Befunde am Kastell Niederbieber bezeugt. Zudem lässt sich beobachten, dass der Kaiserkult den Kult um die Feldzeichen in der Bedeutung ablöst.

#### 4.Jahrhundert n.Chr.

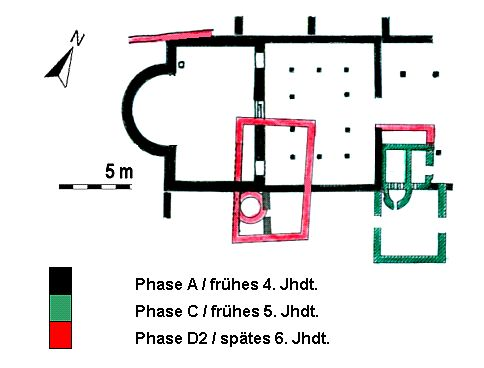
Die dreigeteilten Principia des Kastells Iatrus (Bulgarien): Grundriss und spätere Überbauungen

Kastell Nag el-Hagar (Ägypten): Die ganz rechts an der Via sagularis gelegenen spätantiken Principia besaßen eine Vorhalle und ein achteckiges Fahnenheiligtum. Die Verwaltungsbauten lagen als Einzelbauten daneben

In der Spätantike wandelte sich das Aussehen des Verwaltungstraktes stark. Er nahm individuelle Formen an, die sich möglicherweise nach den örtlichen Gegebenheiten richteten. Bei etlichen bekannten spätantiken Stabsgebäuden, wie im Kastell von Luxor, das einen Tempel als Kernstück des Lagers nutzte, sind die architektonischen Vorgaben der frühen und mittleren Kaiserzeit nicht mehr zu erkennen. Die Individualisierung zeigte sich auch am Kastell Dionysiados im ägyptischen Fayum. Dort wurde anstelle des Innenhofes eine Säulenreihe errichtet, die auf das Fahnenheiligtum zulief. Im Falle der Principia des mösischen Kastells Iatrus aus konstantinischer Zeit orientierte sich der repräsentative Bau mit seinem solide ausgeführten Mauerwerk und den mit Malereien dekorierten Wände zwar noch vereinfacht an den älteren Vorgaben, war aber im Verhältnis kleiner ausgeführt. Das Stabsgebäude von Iatrus war über eine als Kolonnadenstraße ausgebaute Via praetoria direkt mit dem einzigen Tor des Kastells verbunden. Allgemein blieb in der Spätantike zwar vielfach der monumentale Charakter der Principia. erhalten, doch wiesen die Bauwerke zuweilen eine sehr primitive, flüchtige Ausführung auf. Die gleichen Einschränkungen galten häufig auch für die Gestaltung der Räume und des Hofes.
Durch die vielfach zu beobachtende Verkleinerung der Kastellflächen beziehungsweise die Anpassung der Bebauung an neue Truppenstrukturen und oftmals zahlenmäßig reduzierte Einheiten, kam es in der Spätzeit auch zu Abbrüchen und Umnutzungen der bisherigen Innenbebauung. So wurde der Bereich des Fahnenheiligtums der zuvor abgebrochenen mittelkaiserzeitlichen Principia des Kastells Százhalombatta-Dunafüred in nachvalentinianischer Zeit als Abfallgrube umgenutzt, während die Besatzung am Kastell Ács-Vaspuszta bienenkorbartige Getreidegruben durch die Schichten des einstigen Stabsgebäudes grub. An anderen Orten konnte zudem die Anwesenheit von Zivilisten – zumindest auf Teilen des Kastellareals – festgestellt werden. Dies konnte unter anderem am rätischen Kastell Eining (Abusina) am obergermanischen Kleinkastell Haselburg und am pannonischen Kastell Baracspuszta (Annamatia) nachgewiesen werden.

### Einzelne Bauglieder

#### Groma

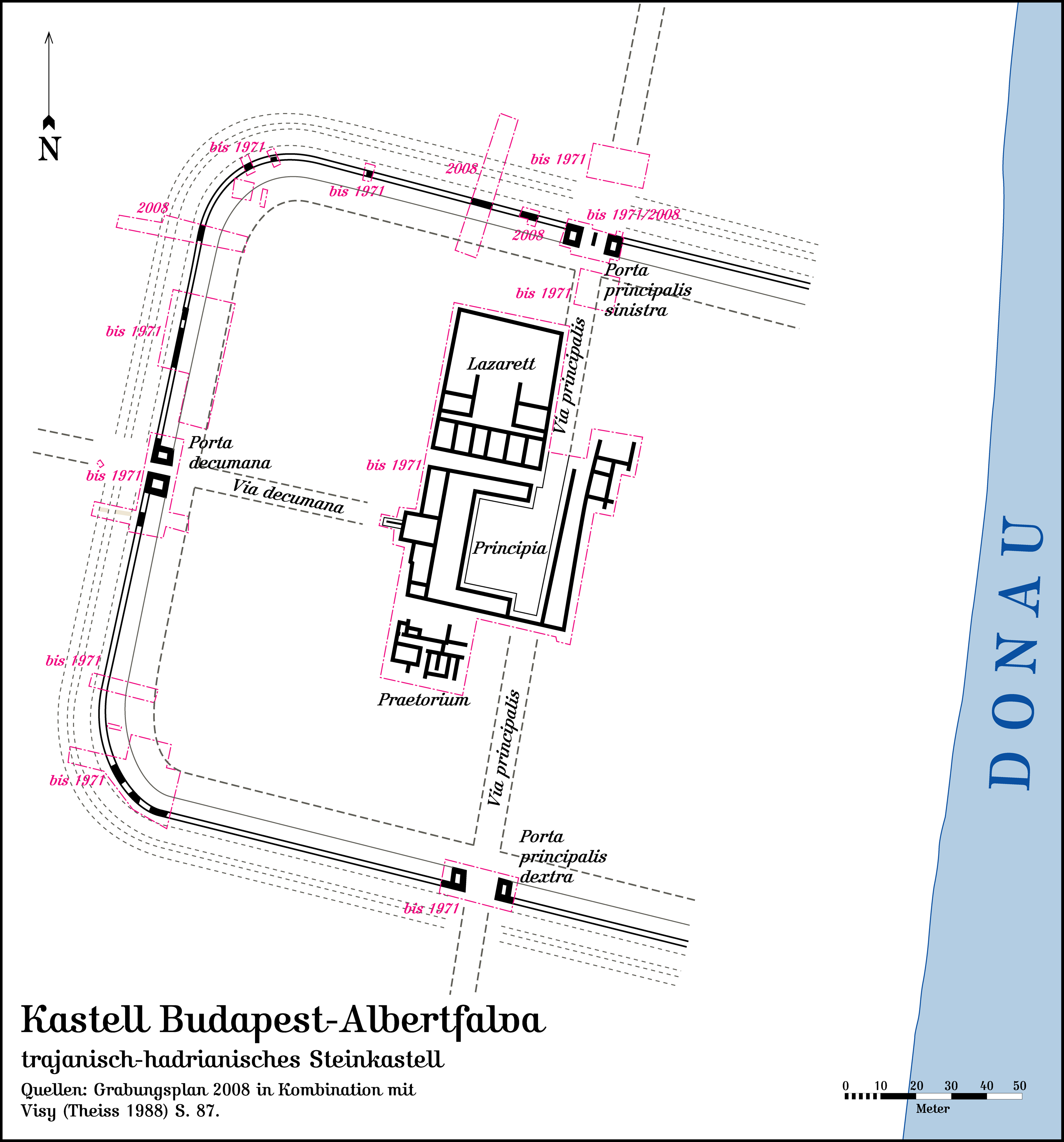
Das Donaukastell Budapest-Albertfalva

Der Hauptzugang zu den Principia befand sich unmittelbar am Kreuzungspunkt der beiden wichtigsten Lagerstraßen innerhalb eines Kastells, der die beiden Tore an den Längsseiten verbindenden Via principalis und der vom feindwärts gewandten Haupttor kommenden Via praetoria. Vielfach war dieser Zugang monumental ausgebildet, so beispielsweise am Legionslager von Nimwegen. Hier war der Eingang in Form eines Bogenmonuments gestaltet. Ähnlich fiel auch die Konstruktion bei den Zugängen des Stabsgebäudes im Legionslager von Vindonissa aus. Als Besonderheit war hier das Stabsgebäude jedoch über den Kreuzungspunkt geschoben worden, so dass die Via principalis über je einen Zugang in den beiden Gebäudeflanken quer durch die Principia führte und dabei die rückwärtige Basilika längsseitig berührte. Diese besondere bauliche Form ist aus der zivilen gallischen Forumsarchitektur bekannt. Doch auch bei den Kastellen der Hilfstruppen kommen spezielle Abweichungen vor, wie dies am ungarischen Donaukastell Budapest-Albertfalva offensichtlich wird, dessen Steinbauten im frühen 2. Jahrhundert errichtet wurden. Hier führt die Via principalis ebenfalls direkt in einen Innenhof, dessen Karree sich zur Straße hin öffnet.

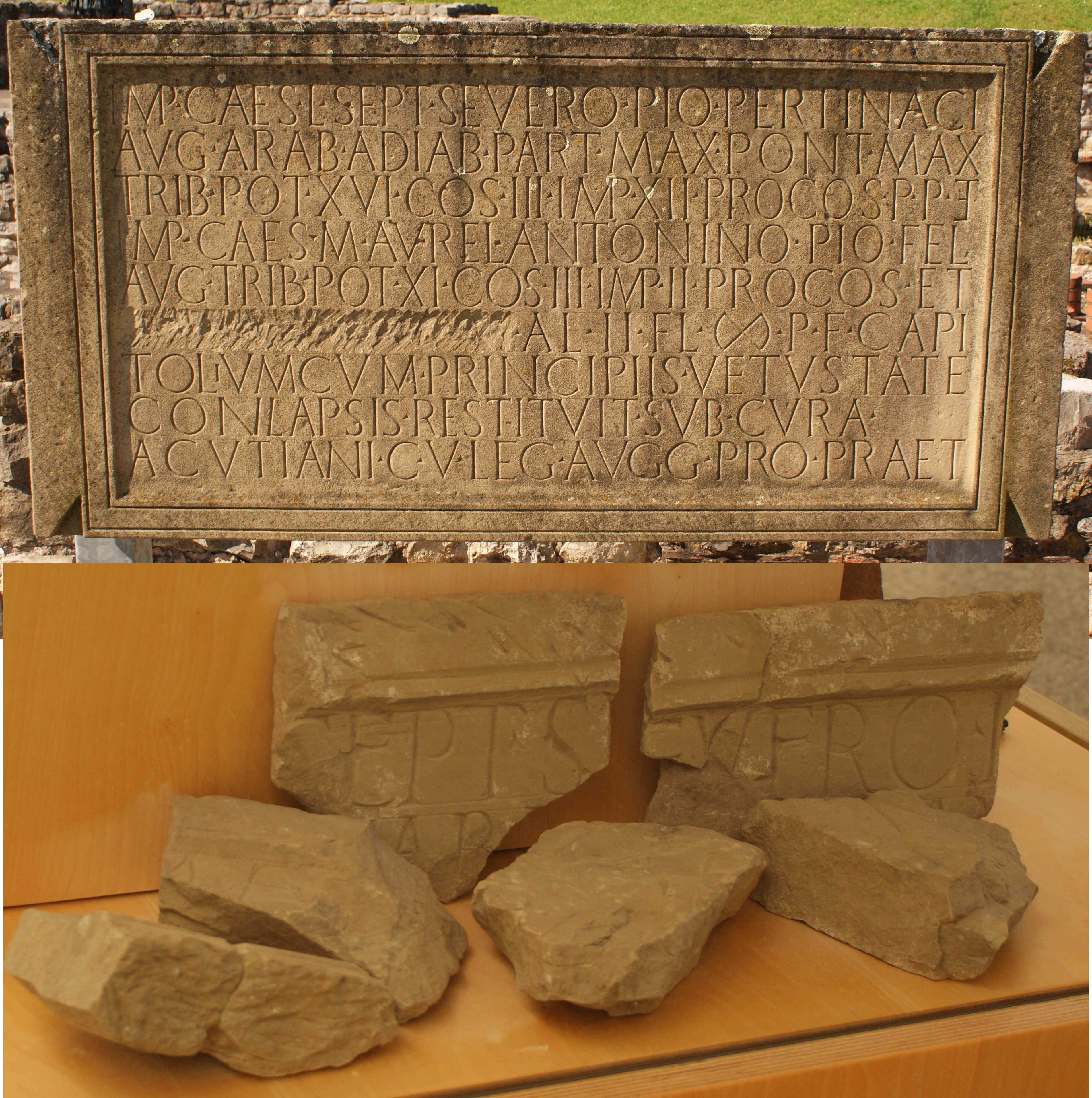
Bauinschrift der Principia des Reiterkastells Aalen aus dem Jahr 208 n. Chr.

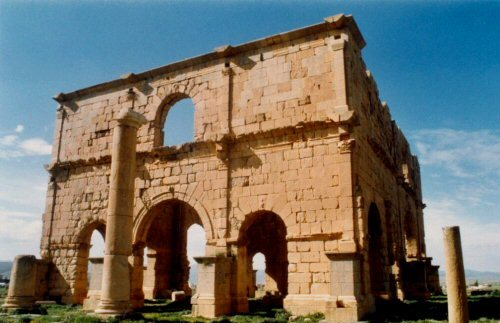
Die teilrekonstruierten Reste des Torbaus der Principia von Lambaesis

Über dem Hauptzugang der Stabsgebäude befand sich über dem Gesims zumeist eine Bauinschrift, die den regierenden Kaiser, den Bauherren und die bauausführende Truppe nannte. In einigen Fällen wurde der Zugang zu den Principia auch in der Form eines großen Torbaus gestaltet, der den Kreuzungspunkt der beiden Hauptlagerstraßen überspannte. Dieser Bau kann die Form eines Quadrifrons annehmen, wie dies beispielsweise in Lambaesis, Dura-Europos, Lauriacum oder Aquincum geschah. Anhand einer aus Lambaesis überlieferten Inschrift ist auch der Name dieses Torbaus auf dem ideellen Lagermittelpunkt bekannt. Diese genau in der Mitte der Via principalis liegende Stelle war während der Errichtung eines römischen Lagerplatzes der Hauptvermessungspunkt und hieß – wie das gleichnamige dort aufgestellte Vermessungsinstrument – Groma.
Ein wichtiges bauliches Detail von der Außenfront eines Stabsgebäudes wurde aus dem Kastell Remagen überliefert. Dort hatte der damalige Garnisonskommandeur im Jahr 218 n. Chr. die Sonnenuhr des Lagers aus seinem Privatvermögen erneuern lassen, da sie altersbedingt die Zeit nicht mehr richtig anzeigte. Speziell für sonnenfreie Tage und Nächte wurden auch Wasseruhren eingesetzt, die möglicherweise ebenfalls in den Principia aufgestellt waren. Denn hier versammelten sich die Nachtwachen vor dem Aufziehen, um ihre Befehle entgegenzunehmen.

#### Innenhof

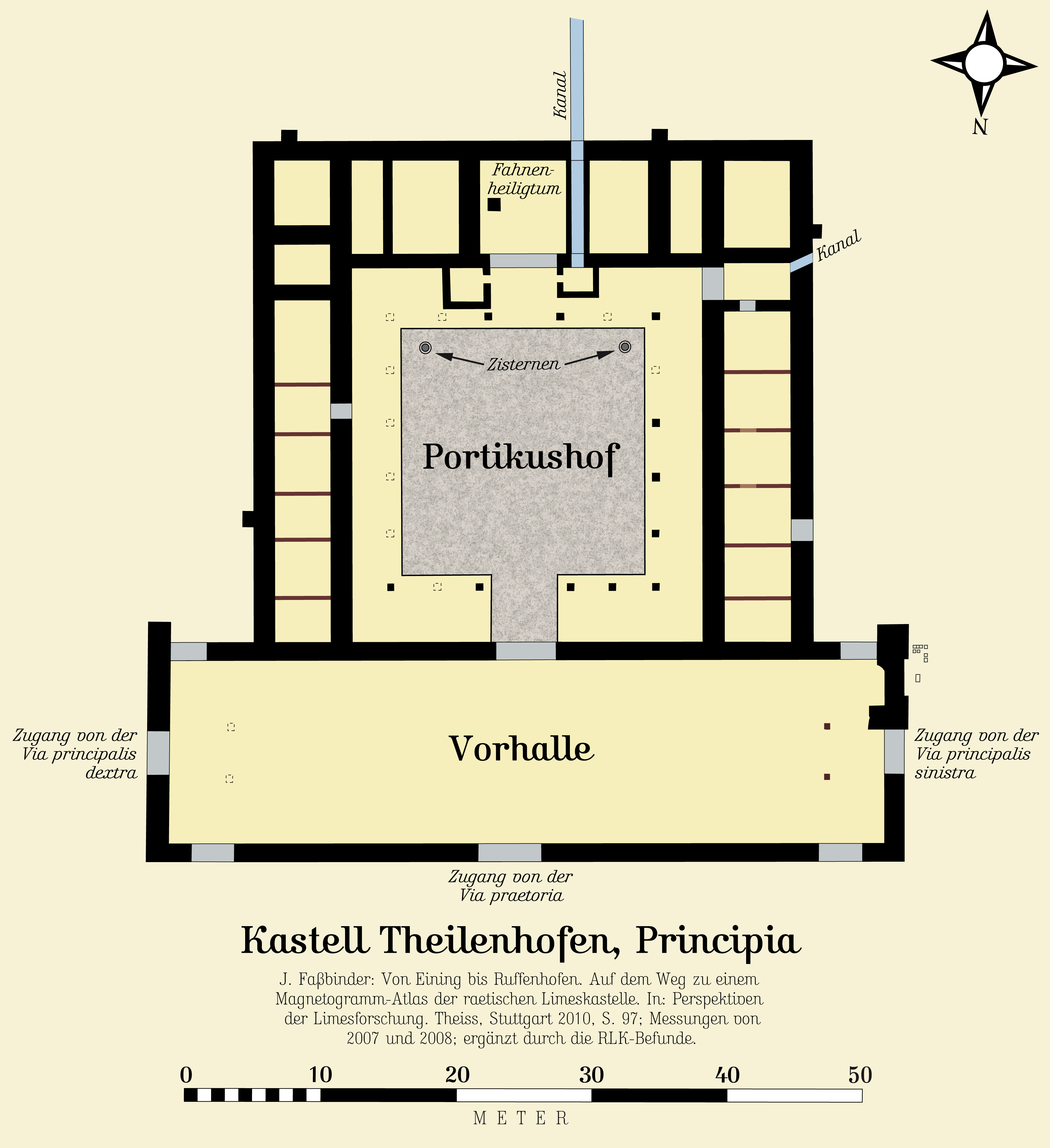
Altgrabung der Principia von Theilenhofen mit Merkmalen der Zeit vor und nach der Mitte des 2. Jahrhunderts n. Chr.

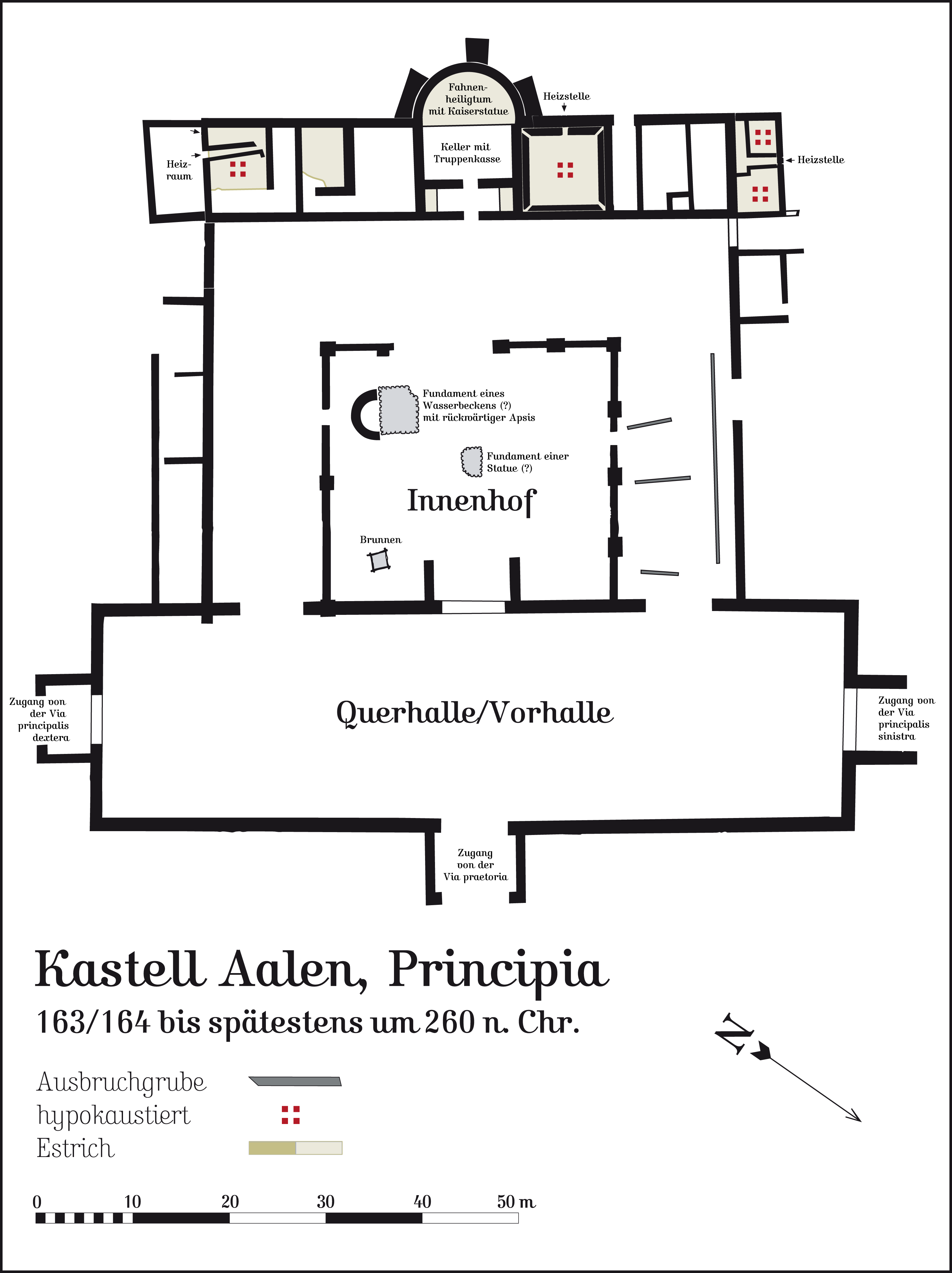
Die Principia des Reiterkastells Aalen. Erbaut und ausgebaut nach der Mitte des 2. Jahrhunderts n. Chr.

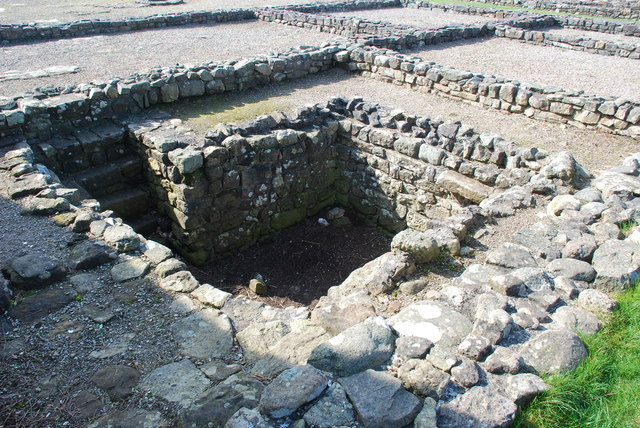
Kellerraum zur Aufbewahrung der Truppenkasse, Caernarfon (GB)

Ein stets unüberdachter, quadratischer oder rechteckiger Innenhof bildete im 1. und 2. Jahrhundert n. Chr. das zentrale und verbindende Element fast aller ergrabenen Stabsgebäude. Um ihn herum gruppierten sich im Geviert die für eine Kommandantur notwendigen verschiedenen Baukörper mit ihren unterschiedlichen Funktionen. Erst ab der zweiten Hälfte des 3. Jahrhunderts verlor dieses Architekturelement an Bedeutung, da ab diesem Zeitpunkt gelegentlich auf einen Hof verzichtet wurde.
Über die Via principalis erreichte man den Hauptzugang des Hofbereichs. In den Auxiliarkastellen musste ab der 2. Hälfte des 1. Jahrhunderts n. Chr. vielfach zunächst die vordere Querhalle passiert werden, um dorthin zu gelangen. In Theilenhofen war die einstige Schotterung des Hofes bei der Ausgrabung noch in offensichtlich gutem Zustand gewesen. An anderen Garnisonsplätzen konnte eine Pflasterung festgestellt werden. Als einfachste Ausführung galt eine Bodenbefestigung mit Hilfe festgestampfter Erde. Der Innenhof war zumeist an drei, manchmal auch auf vier Seiten von Portiken umgeben. Diese Umgänge konnten je nach Bauart von Holz- oder Steinpfeilern getragen werden. Andernorts, wie am schottischen Kastell Bar Hill am Antoninuswall, leistete man sich den Luxus von Steinsäulen mit Kapitellen. Funde deuten darauf hin, dass zwischen den Pfeilern oder Säulen Schranken aus Metall oder Holz eingearbeitet waren, so dass der unmittelbare Zugang zum Innenhof nur an vorgegebenen Stellen möglich war. Die am Rand einiger Innenhöfe aufgefundenen Steinrinnen für die Dachtraufe zeigen, dass die Umgänge zu den Höfen hin abfallende Schlepp- oder Satteldächer besaßen. Zum Inventar der Höfe gehörten gelegentlich auch holzverschalte Schachtbrunnen, die zumeist in den Ecken angelegt worden waren. Andere Einbauten konnten Wasserbehälter sein, die errichtet werden mussten, wenn der Grundwasserspiegel zu tief oder der Boden zu felsig war. Im Untergrund der Höfe befanden sich oft Wasserleitungen, die Abwässer aus dem Gebäude führen. Im Hof der Principia von Benwell wurde ein Leitungs- und Wasserreinigungssystem entdeckt, das fünf steinerne Absetzbecken besaß.
Manchmal haben sich mitten in der Freifläche Fundamente erhalten, die einst eine Statue oder Ehrensäule getragen haben könnten. Im Hof des Kastells Murrhardt waren offenbar die überlebensgroßen Statuen der Julia Domna († 217) und des Kaisers Severus Alexander (222–235 n. Chr.) gemeinsam aufgestellt. Für den Principia-Hof von Aalen vermutete der Ausgräber Dieter Planck ein Wasserbecken, hinter dem in einer halbrunden Apsis das Bildnis einer Quellnymphe gestanden haben könnte. Ein viereckiger Grundriss im Hof der Saalburg wurde von den Ausgräbern als Fundament eines Tribunals gedeutet. Ähnliche Innenhof-Fundamente kamen beispielsweise im hessischen Kastell Arnsburg und im rumänischen Casei aus dem Boden. Ihre Deutung ist umstritten. Im Mittelpunkt der Höfe befand sich häufig ein Weihealtar zu Ehren der Personifikation der militärischen Zucht und Ordnung (Disciplina). Mancherorts wurde dort auch die Disciplina Augusti – die Treue und innere Verbundenheit zum Kaiser – verehrt. Zusammen mit dem Fahnenheiligtum zeugen die in den Innenhöfen aufgestellten Weihesteine und Altäre von der religiösen Bedeutung, die das Stabsgebäude für die Truppe besaß.

#### Waffenkammern, Gefängnisse, Küchen
An den beiden Längsseiten des Innenhofes befanden sich hinter der Portikus meist Kammerreihen, deren Zugänge sich vom Hof her erschlossen. Diese Räume dienten – zumindest in den archäologisch belegbaren Fällen – als Magazine und Waffenkammern (Armamentaria), wie sich am Kastell Künzing zeigte. Insbesondere von den Waffenkammern wird angenommen, dass sie auch in eigenen Gebäuden innerhalb der Garnisonen untergebracht gewesen sein konnten, da nicht alle Principia entsprechende Räumlichkeiten aufwiesen. Eine Inschrift aus dem niederländischen Kastell Leiden-Roomburg bezeugt den Neubau eines offenbar eigenständigen Armamentariums. Doch auch andere Funktionen sind für die besprochenen Räume denkbar. An der Südwestecke der Principia von Pfünz befand sich noch eine Eisenkette mit einem verschließbaren Ring, in dem der Unterschenkelknochen eines Gefangenen steckte. Die Ausgräber mutmaßten daher einen Gefängnistrakt innerhalb des Stabsgebäudes. Der Gefangene selbst soll während eines letzten, alleszerstörenden feindlichen Angriffs mit den Principia verbrannt sein. Im spätantiken transjordanischen Legionslager Betthorus konnte in einem der Seitenflügel eine Küche identifiziert werden.

#### Basilika

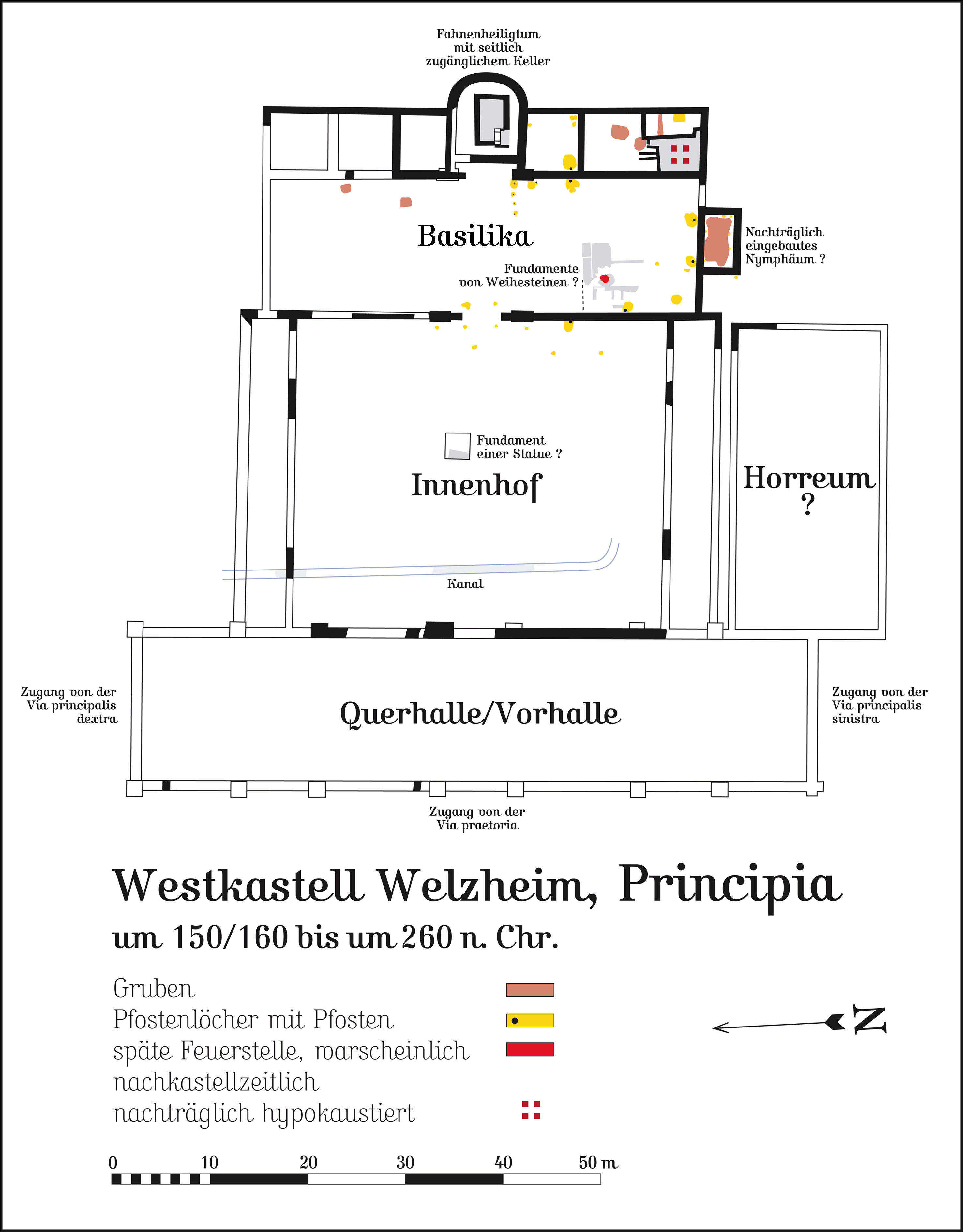
Principia des Westkastells von Welzheim, um 150/160 n. Chr. Das Stabsgebäude besitzt eine Basilika und eine Vorhalle.

Der den Innenhof rückwärtig abschließende Gebäuderiegel des Stabsgebäudes war aufgrund seiner Bedeutung zumindest in Teilen architektonisch häufig höher ausgeführt. In der Frühzeit befanden sich dort weitere Schreibstuben (Tabularia) sowie bei selbständig operierenden Einheiten das Fahnenheiligtum, in dem die Standarten der Truppe aufbewahrt wurden und das anzubetende Kaiserbild stand. Doch bereits unter Kaiser Augustus (31 v. Chr. – 14 n. Chr.) lässt sich möglicherweise bereits im Legionslager Haltern ein neues Bauelement nachweisen. Dort war zwischen den rückwärtigen Schreibstuben und dem Innenhof eine große, überdachte Querhalle installiert worden. Wie unter anderem eine Inschrift aus dem englischen Reculver bezeugt, wurde diese Halle Basilica genannt. Diese Basiliken konnten wie die Markthallen auf den römischen Foren in den Legionslagern bis zu drei Schiffe besitzen und hatten zumeist wohl auch eine entsprechende Höhe. Allein der Torbogen des Hauptzuganges zur Querhalle am Legionskastell Burum in Dalmatien war 1774 noch mit neun Metern Höhe vollständig erhalten. Die Gesamthöhe der Vordermauer am Kastell Arbeia/South Shields am Hadrianswall in Nordengland wurde nach den Grabungen ebenfalls mit mindestens neun Metern beschrieben. Wie sich unter anderem bei den Untersuchungen im Kastell Hesselbach, Periode 2, zeigte, konnten diese Basiliken auch in Kommandanturen gefunden werden, die in reiner Holzbautechnik errichtet worden waren. Einige Principia, die keine Basiliken aufweisen, besaßen vor der rückwärtigen Raumflucht zumindest eine besonders breite Portikus, wie dies durch die Befunde aus dem numidischen Gemellae oder aus Niederbieber bezeugt ist.
Bei einer Reihe von Querhallen wurde festgestellt, dass es dort auch an den beiden Schmalseiten Räume gegeben hat. Im Legionslager Lambaesis fanden sich dort Inschriften, die sich auf die Scholae bezogen. Dies waren in den Garnisonen die Versammlungsräume der Offiziere. Die Basilika eines Kastells diente auch zur Aufstellung von Weihealtären und Statuen. So wurde im Kastell Stockstadt noch das Fundament eines Altars an seinem ursprünglichen Standort ausgegraben. Es befand sich vor dem Fahnenheiligtum, zu dem von der Basilika aus direkter Zugang bestand. Die auffallende Ähnlichkeit der Querhalle mit den städtischen Basiliken macht deutlich, dass hier viele verwaltungstechnische, zeremonielle, religiöse und juristische Zusammenkünfte stattgefunden haben könnten. Aufgrund fehlender Zeugnisse lässt sich zu den Funktionen dieses Bautraktes jedoch nichts Näheres sagen. Die Bedeutung der Basilika hat offenbar im fortschreitenden 2. Jahrhundert abgenommen. Zwar wurden die Principia des erst nach den Markomannenkriegen (166–180) in Stein ausgebauten Kastells Százhalombatta-Dunafüred noch mit einer solchen Halle ausgestattet, doch besitzen beispielsweise die 163/164 n. Chr. errichteten Principia des Reiterkastells Aalen am rätischen Limes bereits keine Basilika mehr. Hier könnte die mächtige Vorhalle, die als Kopfbau den Principia vorgelagert war, deren Funktion mit erfüllt haben. Warum einige Kastelle eine Basilika besaßen und andere nicht, lässt sich zweifelsfrei kaum mehr feststellen. In dem um 300 n. Chr. errichteten Legionslager Betthorus gehörte die Basilika allerdings von Anfang an zum baulichen Bestand. An den beiden Schmalseiten dieser Querhalle befanden sich erhöhte Tribünen, die über Treppen vom Boden der Halle aus erreichbar waren.

#### Schreibstuben
In den Schreibstuben eines Kastells der mittleren Kaiserzeit war täglich ein erhebliches Maß an Verwaltungstätigkeiten für die Akten zu erledigen. Zu den standardisierten Tagesberichten gehörte die Morgenmeldung, welche den Offizieren Aufschluss über die genaue Mannschaftsstärke des jeweiligen Tages gab. Zu dieser Meldung gehörten auch Angaben über Abkommandierungen und Rückmeldungen. In den Archiven der Principia lagerten zudem die persönlichen Dossiers zu jedem einzelnen Soldaten. Dort waren neben den persönlichen Angaben unter anderem die Dienstjahre, Beförderungen und die Besoldung verzeichnet. Die Forschung kennt zudem allgemeine dienstliche Korrespondenz, Urlaubslisten, Wachlisten und Marschbefehle, daneben sind Belege über Versetzungen, Beförderungen und Rechtsbescheide sowie Quittungen über Requisitionen bekannt. Die Schreibstuben im Stabsgebäude unterstanden einem Verwaltungsoffizier (Cornicularius), seinem Stellvertreter (Actuarius) und vielfach mehreren Schreibkräften (Librarii). Das Büro des Verwaltungsoffiziers lag offenbar meist in der rückwärtigen Raumflucht der Principia an einer Seite des Fahnenheiligtums und konnte bis zu zwei Räume umfassen. Im Kastell Niederbieber fand sich in dem östlichen Eckraum eine Inschrift, die von einem Schreiber dem Genius des Tabulariums der Einheit geweiht war. Der daran angrenzende Raum barg Metallbeschläge, Schlösser und Scharniere, die möglicherweise von Aktenschränken oder Truhen stammten. Auch aus Dura Europos belegt eine Inschrift, dass sich das Tabularium in einem der Eckräume befand. Im Kastell Gholaia am Limes Tripolitanus befand sich die nachgewiesene Schreibstube im südlichen Seitenflügel nahe der rückwärtigen Südwestecke der Principia.

#### Weitere rückwärtige Dienst- und Versammlungsräume
Die rückwärtigen Kammern waren in manchen Kastellen mit zumindest einem heizbaren Raum ausgestattet. In Niederbieber wurde im Raum neben dem Fahnenheiligtum eine Weihe an den Genius der Vexillarii und Imaginiferi aufgefunden. Es wurde daher vermutet, dass sich dort eine Schola, ein Versammlungs- und Kultraum der Standartenträger befunden haben könnte. Im Legionslager Lambaesis dienten die beiden Räume links und rechts des Fahnenheiligtums nach Ausweis der Inschriften ebenfalls als Scholae. Eine Inschrift aus dem Legionslager Aquincum (Budapest) erwähnt den Umbau des Wachlokals für die Soldaten, die bei den Feldzeichen auf Posten standen. Ebenso bezeugen mehrere Papyri aus dem syrischen Dura-Europos, dass vor dem Fahnenheiligtum eine Wache stand. Aus der gleichen Garnison ist auch der Eid dieser Wachsoldaten bekannt:
quod imperatum fuerit faciemus et ad omnes tesseram parati erimus
Übersetzung: „Wir werden tun, was befohlen wird; jeden Befehl sind wir bereit auszuführen.“
Die Verteidigung der Feldzeichen hatte höchste Priorität, da sie unter anderem die personifizierte Verkörperung der Einheit darstellten. So fand sich in Niederbieber das Skelett des Standartenträgers (Signifer) mit einem Feldzeichen in einem Nebenraum des Fahnenheiligtums. Der Soldat hatte seine Fahne bei dem letzten verheerenden Angriff der Germanen bis zuletzt verteidigt. Vielleicht war der Raum, in dem der Signifer gefunden wurde, auch sein Büro gewesen, denn zu den verwaltungstechnischen Arbeiten des Feldzeichenträgers gehörte die Buchführung und Kassenverwaltung, die ebenfalls in den rückwärtigen Räumen der Principia untergebracht war.

#### Fahnenheiligtum und Truppenkasse
In der Mitte der rückwärtigen Raumflucht des Stabsgebäudes befand sich bei selbständig operierenden römischen Einheiten das Fahnenheiligtum, in dem die Standarten der Truppe aufbewahrt wurden. Inschriften überliefern mehrere Namen für den Bereich des Fahnenheiligtums. Wie die bereits erwähnte Inschrift von Reculver bezeugt, wurde dort der Begriff Aedes principiorum verwendet. Weiter sind die Worte Sacellum, Aedes aquilae, Adyton, Domus signorum und – aus dem Reiterkastell Aalen – Capitolium bekannt geworden. Der Althistoriker Oliver Stoll schränkte 1992 unter Berufung auf kritische Anmerkungen des Archäologen Dietwulf Baatz (1928–2021) ein, dass die heutige Verwendung dieser Begriffe im Prinzip künstlich oder vereinfachend ist, da der eigentliche historische Bezugspunkt für die unterschiedlichen Worte unbekannt sei. Karlheinz Dietz, ein weiterer Althistoriker, hat sich 1993 zudem kritisch über den von Géza Alföldy (1935–2011) durchgeführten Rekonstruktionsversuch des Textes in der Bauinschrift aus Aalen geäußert. Seiner Meinung nach ist die Stelle [c]ap[i]/tol[i]um cum pri[ncipiis] („das Fahnenheiligtum und das Stabsgebäude“) falsch ergänzt worden. Richtig wäre seiner Meinung nach die Lesart praetorium cum principiis („das Wohnhaus des Kommandanten und das Stabsgebäude“), da das Fahnenheiligtum mit den Principia eine bauliche Einheit bildete und daher in einer Bauinschrift nicht separat erwähnt worden wäre. Diese Schlussfolgerung war für viele Forscher wie den Archäologen Marcus Reuter oder Stoll jedoch nicht zutreffend. Für die Gleichsetzung des Wortes Sacellum mit dem Fahnenheiligtum wiederum gibt es laut dem Archäologen Dieter Planck keine antiken Belege. Da der Begriff in römischer Zeit für einfache staatliche Kultstätten und Privatheiligtümer benutzt wurde, ist es für ihn nicht ohne weiteres zulässig, das Wort Sacellum auf die Fahnenheiligtümer zu beziehen. Stoll bestätigte diese Aussage. Für ihn geben ausschließlich die mit Hilfe der Epigraphik auswertbaren archäologischen Quellen wie die Bauinschriften und Papyri echte Sakraltoponymie wieder. Daher haben für ihn neben Aedes principiorum und Capitolium auch die von einem Papyrus aus dem zweiten Viertel des dritten Jahrhunderts n. Chr. bekannten Örtlichkeitsnamen Aedes aquilae und Adyton einen wesentlich höheren authentischen Wert. Die von dem römischen Dichter Publius Papinius Statius (um 40 – um 96) in einer poetischen Passage benutzte Bezeichnung Domus signorum sollte dagegen nur mit Vorsicht verwendet werden, da nicht klar wird, ob man in diesem Fall der Terminologie trauen kann.
Dem Fahnenheiligtum kam innerhalb der Heiligtümer einer Garnison die bedeutendste Rolle zu. Mit dem dort aufgestellten Kaiserbildnis und den fast religiös verehrten Feldzeichen kann dieses Gebäudeteil sozusagen als Zentrum des Stabsgebäudes angesehen werden.
Waren Fahnenheiligtümer zunächst in rechteckigen Räumen untergebracht, erhielten viele nach der Mitte des 2. Jahrhunderts n. Chr. als besondere Betonung halbrunde Apsiden. Zusätzlich wurde ihre Bedeutung architektonisch im Inneren oftmals durch Einwölbungen hervorgehoben und ihr Raumkörper trat aus der Rückwand der Principia hervor. Diese bauliche Maßnahme prägte das äußere Architekturbild eines Stabsgebäudes entscheidend mit. Die Standarten der Einheit waren, wie Tacitus (um 58 bis um 120) berichtet, auf einem erhöhten Podium an der Rückwand beziehungsweise im Halbkreis der Apsis aufgestellt. Im Kastell Collen, Wales, wurde diese Bank an den Flanken und der Rückwand des Heiligtums noch aufgefunden, im nordenglischen Kastell Risingham gab es ein Podium, zu dem drei Stufen hinaufführten und in Aalen zeigte sich noch der halbkreisförmige Abdruck der Steinbank im Estrich der Apsis. Die Apsis des Fahnenheiligtums in den konstantinischen Principia des Kastells Iatrus wurde durch eine 0,60 Meter hohe Stufe aus mächtigen monolithischen Schwellsteinen von der davorgelagerten, rechteckigen Querhalle abgetrennt. Der Fußbodenbelag bestand aus gebrannten Ziegelplatten. Die in den Schwellsteinen sichtbaren Einlassrillen könnten zu einer hölzernen Balustrade gehört haben, die in der Mitte von einem Zugang unterbrochen wurde, der vom Laufniveau der Querhalle über eine hölzerne Treppe erreichbar war.
An wichtigen Feiertagen der römischen Armee, die in einem offiziellen Festtagskalender (nach einem erhaltenen Exemplar feriale Duranum genannt) verzeichnet waren, gab es das im Mai gefeierte Fest rosalia signorum, das Fest der rosengeschmückten Feldzeichen. Im Hof der Principia trat hierzu die Einheit an und sah zu, wie in einem feierlichen Akt die Standarten mit Rosengirlanden geschmückt wurden. Zu dem Festakt gehörte eine Ehrung an die Götter. Ein weiterer wichtiger Festakt wurde am Geburtstag der Feldzeichen (natalis signorum) gefeiert. Dieses Fest wurde an den jeweiligen Gründungstagen der Truppe, an denen sie die Feldzeichen erhalten hatte, gefeiert. Es gibt noch weitere offizielle Feiern, an denen die Standarten eine wichtige Rolle spielten. Neben den Feldzeichen stellten zumindest einige Einheiten in den Fahnenheiligtümern auch Altäre und Götterstatuen auf. So fand sich unter anderem im Limeskastell Kapersburg eine Geniusfigur und in Theilenhofen kamen Teile einer Bronzestatue ans Licht. Im Laufe der Zeit drängte der Kaiserkult im Festtagskalender der Armee die Bedeutung des Fahnenkultes immer weiter in den Hintergrund. Dies verdeutlicht ein Papyrus aus dem Jahr 232 n. Chr. für das im oberägyptischen Assuan gelegene Kastell Syene, der das Lagerheiligtum als Caesareum (Kaiserheiligtum) bezeichnet. Wie das Fundgut aus dem Bereich der Fahnenheiligtümer bezeugt, können dort noch weitere Gottheiten ihren Platz gefunden haben, so zum Beispiel der Genius der Truppe und Herkules oder Fortuna.
Meist wurde in den Fahnenheiligtümern auch die Truppenkasse aufbewahrt. Hier befanden sich die zur Besoldung und Sachanschaffung vorgesehenen Gelder. Wie der spätantike Militärschriftsteller Flavius Vegetius Renatus berichtet, wurde von jedem Soldaten verlangt, die Hälfte seines Soldes in der Kasse „bei den Feldzeichen“ (ad signa) aufzubewahren. Dies sollte die Leute daran hindern zu desertieren. Da bei Vegetius oft nicht klar ist, aus welchem Zeitpunkt der römischen Militärgeschichte seine Überlieferungen stammen, lässt sich dieser Vermerk nicht als allgemeingültig darstellen. Dennoch konnte mit Hilfe von erhalten gebliebenen Kontoführungen nachgewiesen werden, dass der Soldat festgelegte Abzüge in Kauf nehmen musste. Neben Kleidung und Schuhen wurden die Verpflegung sowie wahrscheinlich auch das Bettzeug in Rechnung gestellt. Außerdem gab es „Sozialbeiträge“, aus denen die Sterbekasse des einzelnen Soldaten und gelegentliche Festessen finanziert wurden. Vegetius berichtet, dass die Gelder durch die Fahnenträger (Signiferi) verwaltet wurden. Zu dieser Nachricht passt der Fund eines Truhenschlüssels im Legionslager Neuss, der die eingepunzte Inschrift centuria Bassi Claudi / L. Fabi signiferi trägt. Übersetzung: „Eigentum des Fahnenträgers Lucius Fabius aus der Zenturie des Bassus Claudius.“
Die Forschung nimmt an, dass die das Geld enthaltenden Truhen, Säcke oder Körbe in den meisten Holz-Erde-Kastellen des 1. Jahrhunderts n. Chr. direkt auf dem Boden des Heiligtums standen. Mancherorts, wie in den vorflavischen Garnisonen von Baginton (Mittelengland) und Kastell Oberstimm (Donau), fanden sich in diesem Bereich der Principia auch holzverschalte Gruben. Spätestens ab flavisch-traianischer Zeit konnten auch Holz-Erde-Lager Steinkeller für ihre Truppenkasse besitzen, wie dies im nordenglischen Kastell Brough-by-Bainbrige der Fall war. Diese zusätzlichen Schutzmaßnahmen waren jedoch eher mehr oder minder solide ausgebaut; individuelle Merkmale in einer Fortifikation sind während der Grabungen durchaus nicht immer anzutreffen. In manchen Kastellen lagerte die Kasse auch nicht im Fahnenheiligtum, sondern in einem der angrenzenden Räume. Dies konnte beispielsweise an den Kastellen Kastell Chesters und Kastell Benwell am Hadrianswall beobachtet werden.
Die Fahnenheiligtümer sind vielfach die am massivsten errichteten Gebäudeteile der Principia. Es kommt vor, dass nur das Fahnenheiligtum eines Stabsgebäudes in Stein ausgebaut worden ist.
Wie seltene Funde von verschiedenen Garnisonsorten zeigen, wurden an die Wände am oder im Fahnenheiligtum bronzene Gesetzestafeln angebracht, auf denen die besonderen Rechte und Privilegien der Soldaten, wie Steuerbefreiungen festgeschrieben standen. Die Tafeln enthielten beispielsweise die Vorgaben für Steuerbefreiungen, wobei unter anderem zwischen Aktiven, ehrenvoll Entlassenen (Honesta missio) und aus gesundheitlichen Gründen Ausgeschiedenen (Causaria missio) abgestuft wurde. Die Tafeln gingen auch auf veränderte verwaltungstechnische Abläufe, beispielsweise bei der Ausgabe der Militärdiplome, ein und konnten festlegten, wie entehrte Soldaten zu behandeln sind. Auf einer dieser Gesetzestafeln, die im Legionslager Brigetio gefunden wurde, wird das Prozedere der Publizierung festgehalten: „muss in jedem einzelnen Militärlager (per singulaquaeque castra), in der Nähe der Fahnen (apud signa), als Bronzetafel (in tabula aerea) verewigt werden (consecrari)“.

#### Vorhalle

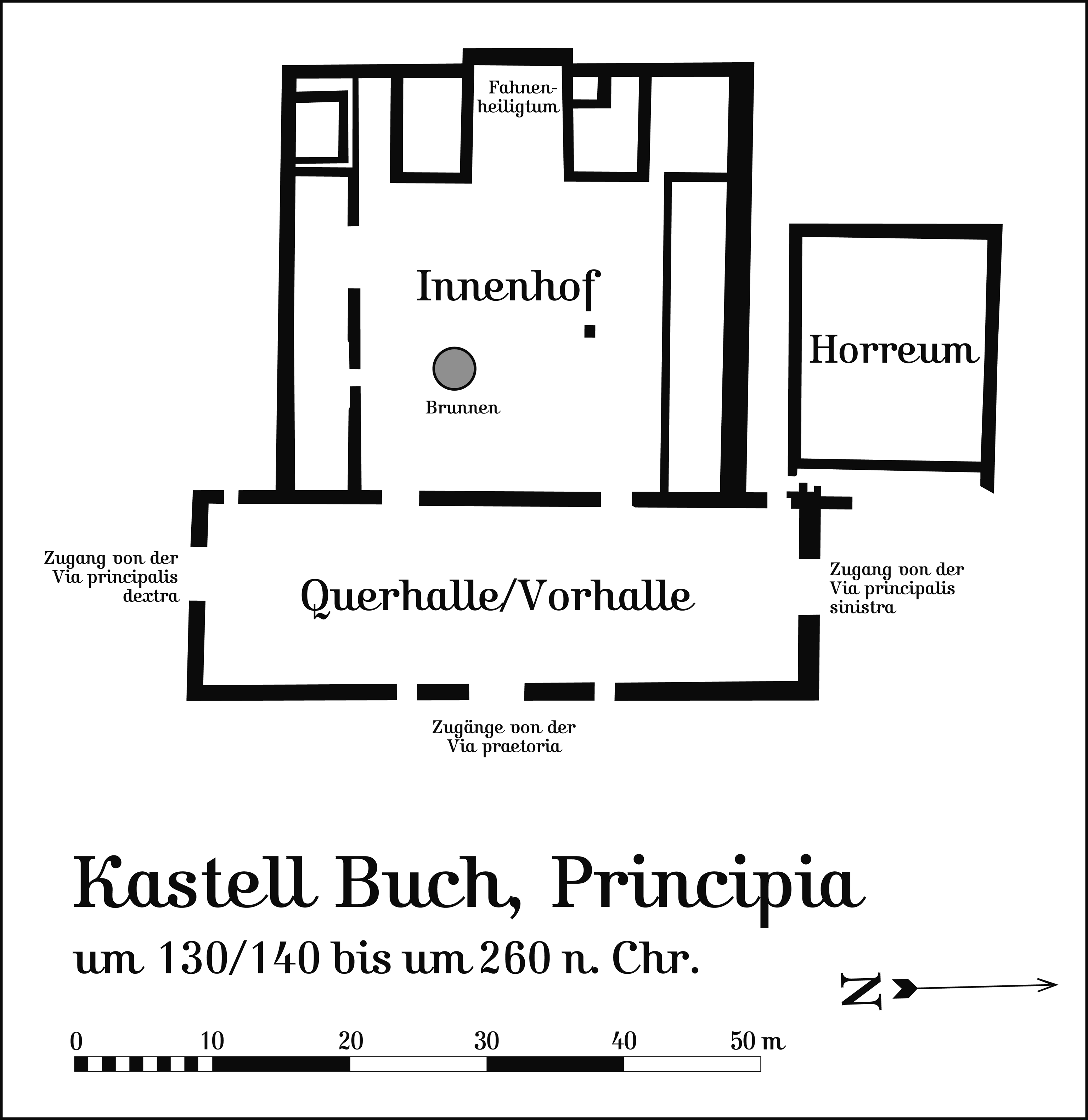
Principia des Kastells Buch, um 130/140 n. Chr. Der seitliche Speicherbau ist architektonisch mit der Vorhalle verbunden.

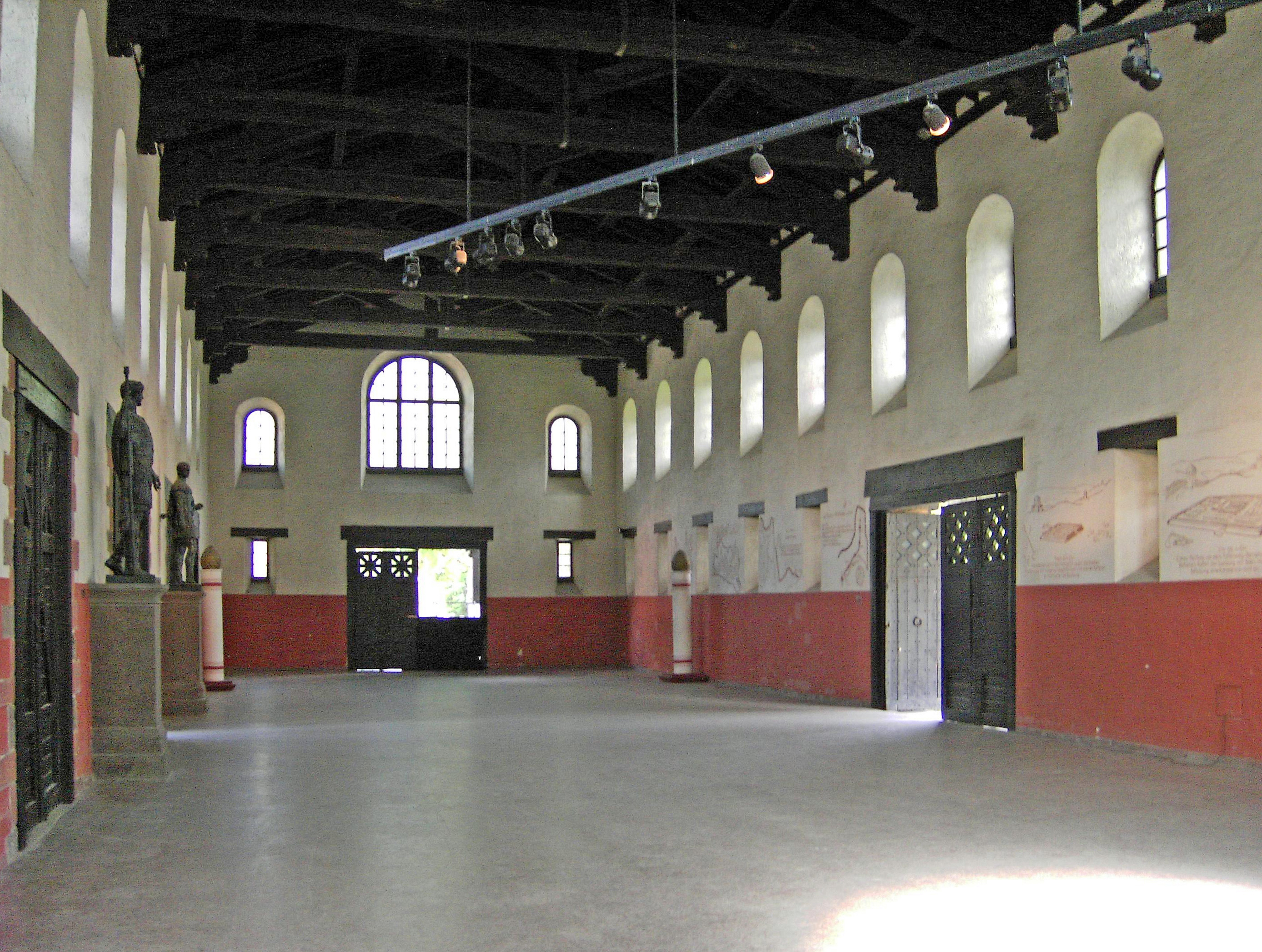
Die rekonstruierte Vorhalle der Saalburg gibt einen möglichen Eindruck vom Aussehen dieser Baukörper.

Das Geviert der Principia wurde an der Schauseite noch vor der Mitte des 1. Jahrhunderts n. Chr. vielfach mit einer einseitigen, offenen steinernen oder hölzernen Portikus (Säulenarkade) abgeschlossen. Hier befand sich auch der Haupteingang, über dem häufig eine Bauinschrift angebracht war. Vorher blieb, wie im Legionslager Neuss, Periode C, das Geviert der Principia in diesem Bereich zur Lagerstraße hin einfach offen oder wurde durch die weniger attraktive Rückwand der Arkaden des Innenhofes (Haltern, Periode 1 und 2) von der Via principalis getrennt. Bereits um 90 n. Chr. ist als eines der ältesten Beispiele im Kastell Künzing eine große hölzerne Vorhalle errichtet worden, die über der Via principalis lag und unterschiedlichen Zwecken diente. Insbesondere am obergermanisch-rätischen Limes und seltener auch in England war dieser Baukörper verbreitet. An den Stabsgebäuden der Legionslager fehlt er vollständig. Dort kommen stattdessen Gromae vor. Die Forschung nimmt an, dass dort bei schlechtem Wetter Appelle und Übungen stattfanden. Dies könnte aus einem Hinweis des Flavius Vegetius Renatus und den hiesigen Witterungsbedingungen abgeleitet werden. Zudem wurde hier möglicherweise auch Recht gesprochen. Da nichts Genaues über die Funktion dieses Baukörpers bekannt ist, bleibt vieles unklar. Die Ausgrabungen in den germanischen und rätischen Provinzen haben gezeigt, dass etliche Vorhallen, die vielfach breiter als die Principia selber waren, architektonisch mit ihren Nachbargebäuden verbunden sind. Größeren Aufschwung nahm der Steinausbau dieser Vorhallen in den Hilfstruppenkastellen jedoch offenbar erst in antoninischen Zeit ab der Mitte des 2. Jahrhunderts n. Chr. Bis zu Beginn des 3. Jahrhunderts wurden sie baulich vervollkommnet. Üblicherweise besaßen die Vorhallen breite Zugänge an den beiden Stirnseiten, die manchmal größere Vorbauten besaßen, wie dies unter anderem in Aalen nachgewiesen wurde. An der Frontseite, zur Via praetoria hin befand sich vielfach ebenso nur ein einziges Tor, das auch durch einen Vorbau architektonisch betont sein konnte. Manche Principia besitzen jedoch an dieser Stelle mehrere Zugänge, wie dies am Kastell Buch bezeugt ist. Viele Vorhallen zeigen anspruchsvolle Architekturmerkmale, die den repräsentativen Charakter verstärken. Im englischen Kastell Ribchester fand sich in der Vorhalle sogar ein Seitenschiff, das durch acht Säulen gebildet wurde. Manche dieser Hallen wurden erst nachträglich an bereits bestehende Stabsgebäude angebaut, wie dies für das frühe 3. Jahrhundert n. Chr. am niederpannonischen Kastell Intercisa beobachtet werden konnte.
Meist befand sich neben oder hinter den Stabsgebäuden das Wohnhaus des Kommandanten (Praetorium).